# Ministère de la Sécurité nationale
Le ministère de la Sécurité nationale (en azéri : Milli Təhlukəsizlik Nazirliyi, MTN) était le service de renseignements et de contre-espionnage du gouvernement azéri. Ses fonctions furent de protèger les secrets d’État, identifier les menaces qui peuvent peser sur la sécurité du pays : trafic de drogue, terrorisme international, crime organisé, espionnage. Il surveillait les groupes extrémistes. Le MTN était dirigé par un militaire. En 2006, il a arrêté une douzaine de membres d’Al-Qaïda qui préparaient des attentats en Azerbaïdjan. Son siège était à Bakou et il disposait d’antennes à Gandja et Nakhitchevan.

## Histoire
Le ministère de la Sécurité nationale de l’Azerbaïdjan a été créé le 1er novembre 1991 sur la base des ressources matérielles et techniques et du personnel du Comité soviétique de la sécurité de l’État (KGB). Peu de temps après, des représentants d’autres nationalités avaient quitté le ministère et l’Azerbaïdjan, le processus de dotation en personnel par les seuls spécialistes nationaux avait commencé. Non seulement le nom et le personnel de l'organe de sécurité ont changé, mais le principal changement auquel le ministère est confronté est sa mission et ses fonctions.